# Gnophos pentheri
Gnophos pentheri là một loài bướm đêm trong họ Geometridae.